# Anarchie in den Internationalen Beziehungen
Anarchie in den Internationalen Beziehungen ist eine theoretische Annahme, die besagt, dass die souveränen Staaten als maßgebliche Akteure der internationalen Politik ihre Sicherheit nicht einer übergeordneten, normsetzenden, kontrollierenden und sanktionsfähigen Instanz (einer Weltregierung) anvertrauen können. In den Strömungen und Denkrichtungen der politikwissenschaftlichen Teildisziplin Internationale Beziehungen wird das Fehlen einer übergeordneten Macht unterschiedlich bewertet. Nach dem Neorealismus bleibt den Nationalstaaten entweder Selbsthilfe oder Kooperation. Laut Neoliberalem Institutionalismus wird die Anarchie durch zunehmende Interdependenzen zwischen den einzelnen Staaten und Gesellschaften eingehegt.

## Begriffsverwendung
Die Verwendung des Begriffs in den Theorien der Internationalen Beziehungen (IB) begann in der Zeit zwischen dem Ersten und dem Zweiten Weltkrieg. Ausgangspunkt war der gescheiterte Versuch, internationale Konflikte zwischen Nationalstaaten durch den Völkerbund beizulegen und zu verhindern. Für dieses Scheitern konnte die gerade erst entstandenen politikwissenschaftliche Disziplin IB, die vom Idealismus geprägt war, keine Erklärung finden. Edward Hallett Carr, Hans Morgenthau und John H. Herz entwickelten daraufhin die Theorie des Realismus, in der die Anarchie eine entscheidende strukturelle Komponente ist. Das wurde auch von Kenneth Waltz in den Neorealismus und von Hedley Bull in die Englische Schule übernommen.
Die Begriffsverwendung ist eine Ableitung aus der Staatstheorie des Thomas Hobbes, nach der sich die Menschen im Naturzustand in einem Krieg aller gegen alle befinden, der nur durch eine ordnende Autorität mit absoluter Macht beendet werden könne. In einem weiteren Schritt beschreibt Hobbes auch die stetige Feindschaft von Königen und solchen, die die höchste Gewalt haben. Daran knüpften die politikwissenschaftlichen Realisten der Zwischenkriegszeit an. Anarchie in ihrem Sinne definiert des Fehlen eines hierarchischen Herrschaftsgefüges über den souveränen Staaten. Keinem Staat wird das Recht eingeräumt, andere Staaten zu beherrschen. Kein Staat hat die Pflicht, anderen Staaten zu gehorchen. Die Staaten verfügen über interne und externe Souveränität. Innerhalb ihrer Grenzen haben sie das Herrschafts- und Gewaltmonopol, im internationalen System gibt es keine politische Instanz, die ihnen vorschreiben kann, wie die Herrschaft im Staatsinneren zu gestalten ist. Und es gibt auch keine Instanz, die regelt, wie die Beziehungen der Staaten zueinander gestaltet werden.
Trotz unterschiedlicher Gewichtung des Anarchismus in den Internationalen Beziehungen in den Theoriesträngen Realismus, Neorealismus und Englische Schule besteht Einigkeit darin, dass er die grundlegende statische Struktur des internationalen Systems ist. Weil die Frage der Macht für die souveränen Staaten von zentraler Bedeutung ist, kommen Kooperationen untereinander nur mit äußerster Vorsicht zustande, um negative Abhängigkeiten zu vermeiden. „Die Folge ist ein labiler Zustand des Machtgleichgewichts, der sich auf Unsicherheit und Furcht gründet.“ Daraus resultiert ein Sicherheitsdilemma.

## Kritik
Der von Robert O. Keohane, Joseph Nye und Stephen D. Krasner ab den 1980er-Jahren formulierte Neoliberale Institutionalismus geht davon aus, dass die Anarchie im internationalen System durch zunehmende Interdependenzen zwischen den einzelnen Staaten und Gesellschaften eingehegt wird. Diese transnationalen Interdependenzen bewirken ein gesteigertes Kooperationsinteresse der Akteure, was zur Bildung internationaler Institutionen führt. Der ab den 1990er-Jahren entstandene Konstruktivismus in den Internationale Beziehungen bestreitet, dass der Anarchismus eine sich aus dem Naturgesetz ergebende konstante, statische und strukturelle Grundlage des internationalen Systems ist. Er sei lediglich das Ergebnis der interaktiven Prozesse, der daran beteiligten Staaten. Selbsthilfe und Machtpolitik eines Staates können daher weder logisch noch kausal aus einem Zustand der Anarchie im internationalen System gefolgert werden. Laut Alexander Wendt ist Anarchie im internationalen System immer das, was die Staaten bzw. andere Akteure daraus machen.